# نانوساختار
در بسیاری از مقالات و منابع فناوری نانو، نانوساختارها را مترادف و هم‌معنی نانومواد در نظر می‌گیرند و آنها را به عنوان موادی تعریف می‌کنند که حداقل یکی از ابعاد آنها نانومقیاس (ترجیحاً یک تا صد نانومتر) بوده و این اندازه منجر به بروز خصوصیات فیزیکی و شیمیایی در آنها شود که تفاوت آشکاری با خصوصیات قبلی و معمولشان در حالت توده دارند. مطابق تعریف سازمان بین‌المللی استاندارد (ISO/TS 80004) نانومواد به دو دسته کلی نانوشئ (nano-object) و مواد نانوساختار تقسیم می‌شوند.

## نانوشئ
نانوشئ ماده‌ای است که حداقل یکی از ابعاد آن در مقیاس نانو باشد. مطابق این تعریف نانواشیا را می‌توان به سه دسته تقسیم کرد:

### نانواشیا صفر بعدی
یعنی موادی که در هر سه بعد نانومقیاس هستند و هیچ بعد آزادی ندارند. این دسته شمار بسیاری از نانومواد را دربرمی‌گیرد. مهم‌ترین نمونه‌های این مواد فولرین، نقاط کوانتومی، درخت‌سان‌ها، نانوذرات و نانوپودرها هستند. در ادامه به بررسی برخی از این مواد خواهیم پرداخت.

#### فورلین

نمایی از مولکول C_{60}

این مواد دگرشکلی از کربن هستند که در آنها اتم‌های کربن با پیوند یگانه یا دوگانه به یکدیگر پیوند داده شده‌اند که با تشکیل حلقه‌های ۵و ۶یا ۷ وجهی، یک ساختار بسته را ایجاد می‌کنند. اولین مولکول از این خانواده C60 است که دارای ۲۰ حلقه شش ضلعی و ۱۲ حلقه ۵ است. که در این مولکول هر اتم کربن با به اتم دیگر پیوندهای sp2 تشکیل داده‌اند. این سختارها را به واسطه تشکیل یک قفس بسته به شکل توپ فوتبال Buckyball نیز می‌نامند.

#### نانوذرات
تجمعی از ذرات سازنده (اتم یا مولکول) با اندازه بین ۱ تا ۱۰۰ نانومتر را نانوذرات می‌گویند. عوامل تأثیرگذار بر خواص این مواد اندازه و جنس ذرات است. نانوذرات بسته به کاربردشان می‌توانند در اشکال مختلف مانند کروی، بیضوی، مکعبی و غیره ساخته شوند، همچین این مواد می‌توانند از یک یا چند جزء تشکیل شده باشند.

### نانواشیا یک بعدی
موادی هستند که دو بعد آنها در مقیاس نانو هست و یک بعد آنها آزاد است. از مهترین نمونه‌های این دسته می‌توان به نانولوله کربنی، نانوسیمها و نانوالیاف اشاره کرد. عوامل تأثیرگذار بر خواص این ساختارها جنس و نسبت طول به قطر آنهاست.

#### نانوسیم

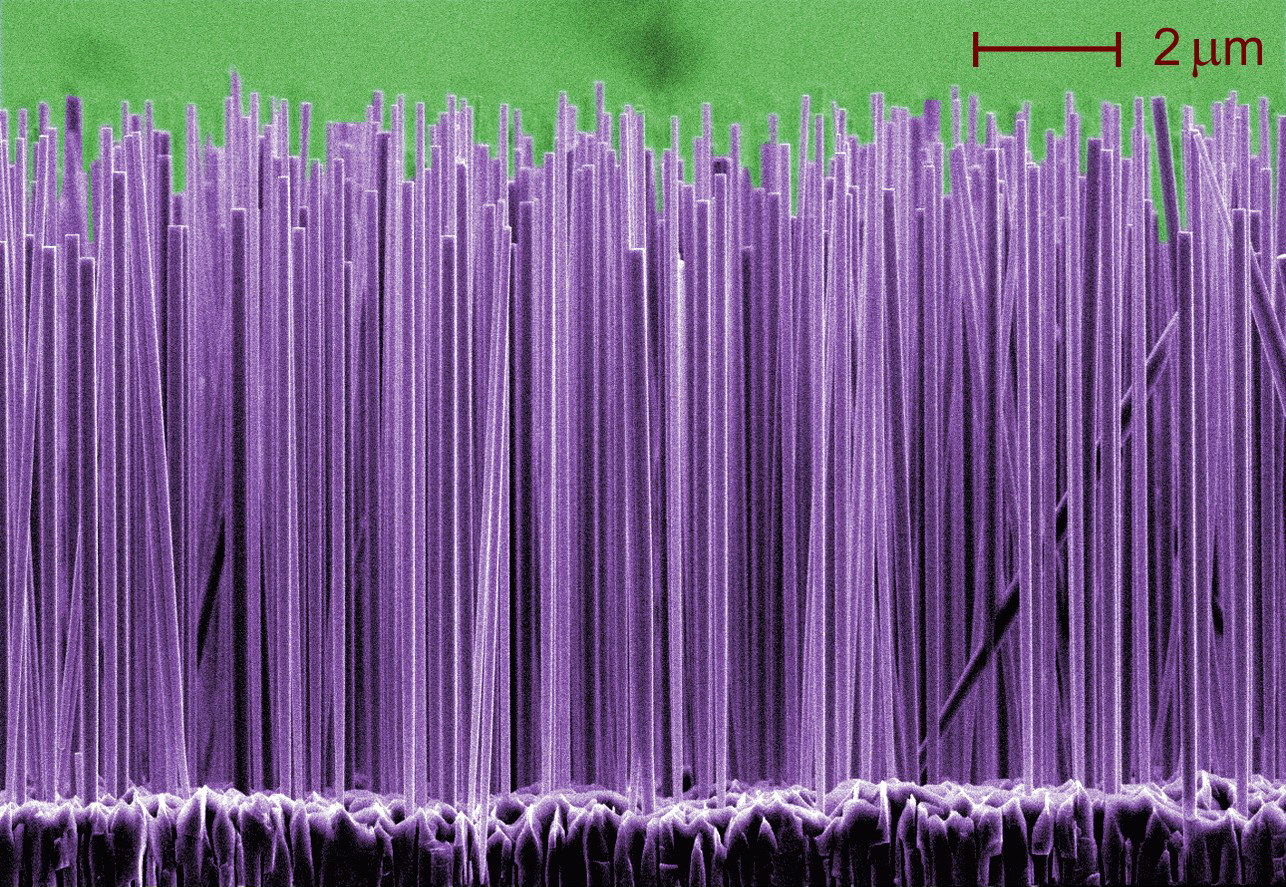
تصویری از نانوسیم‌های از جنس رسانا

این لفظ به ساختارهای سیم مانندی گفته می‌شود که قطر آن سیم‌ها در ابعاد نانو باشد. انواع مختلفی از این ساختارها وجود دارد که می‌توان از میان آنها به نانوسیم‌های ابررسانا (از جنس YBCO)، فلزی (معمولا از جنس پلاتین، نیکل و طلا) و نیمه رسانا (نانو لوله‌های سیلیکونی) اشاره کرد. مهم‌ترین ویژگی نانوساختارهای تک بعدی فلزی قابلیت هدایت الکتریکی آنها در راستای محور آنهاست.

#### نانولوله‌های کربنی

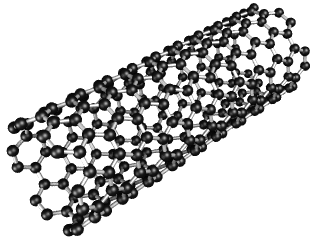
تصویر شماتیک از یک نانولوله کربنی از نوع armchair

این مواد نانوساختارهایی تک بعدی هستند که به دو دسته کلی نانولوله‌های تک جداره و چند جداره تقسیم می‌شوند. می‌توان نانولوله‌های کربنی تک جداره را به عنوان برش‌هایی از یک شبکه شش‌ضلعی اتم‌های کربنی که در امتداد یکی از بردارهای شبکه براوه قرار گرفته‌اند تصور کرد تا یک استوانهٔ توخالی شکل بگیرد دسته دیگر نانولوله‌های کربنی چند جداره است که متشکل از نانولوله‌های کربنی تک‌جداره تو در تو هستند. به دلیل ساختار ویژه این مواد، آنها استحکام بالا و انعطاف‌پذیری مناسب و دارای وزن کم هستند.

### نانواشیاء دو بعدی
موادی هستند که تنها در یک بعد نانو هستند و دو بعد دیگر آنها بزرگ‌تر از مقیاس نانو است. نانو روکش، گرافین، تک‌لایه‌های خودآرا و فیلم‌های لانگمیر-بلاجت مثال‌هایی از این دسته هستند.

#### نانو روکش
دو حالت کلی برای این ساختارها وجود دارد. اول آنکه لایه‌ای که ضخامت آن در ابعاد نانومتر است بر روی بر روی ماده قرار گیرد و حالت دوم آن است که یک لایه متشکل از مواد نانومتری مانند نانوذرات بر روی جسمم قرار گیرد درحالی که این لایه می‌تواند ضخامتی خارج از ابعاد نانومتر داشت باشد. در مورد روکش‌ها این توضیح لازم است که اگر روکش مورد نظر دارای ضخامت نانومقیاس باشد ولی ساختار میکروسکوپی آن نانویی نباشد در دسته نانواشیاء تک‌بعدی قرار می‌گیرد؛ ولی چنانچه روکشی داشته باشید که ضخامت آن در مقیاس میکرونی یا بالاتر باشد ولی از لحاظ ساختار میکروسکوپی و مورفولوژی نانوساختار باشد به عنوان یک ماده نانوساختار شناخته می‌شود.

#### گرافین
این ماده در واقع دیگرشکلی از کربن است. در واقع به هرکدام از صفحات گرافیت، گرافین کفته می‌شود. در ساختار آن هر اتم کربن با ۳ اتم کربن دیگر پیوندی از نوع sp2 برقرار کرده‌است. این سه پیوند در یک صفح قرار داشته و زاویه‌های بین آنها برابر با ۱۲۰ درجه است که منجر به قرارگیری اتم‌های کربن در شبکه‌ای شش ضلعی منتظم می‌شود. در یک صفحه گرافین هر اتم کربن یک پیوند آزاد در خارج از صفحه دارد که می‌تواند مکان مناسبی برای قرارگیری گروه‌های عاملی و همچنین اتم‌های هیدروژن باشد. گرافین ذاتاً یک‌نیمه رسانا با گپ انرژی بسیار کوچک است که به دلیل همین گپ انرژی کوچک شفافیت بالایی دارد. همچنین به دلیل گپ انرژی کوچک‌تر می‌توان از آن به عنوان فوتوکالیسیت استفاده نمود.

### نانواشیاء سه بعدی (مواد نانو ساختار)
حال نانو موادی هستند که در هیچ‌یک از این سه دسته قرار نمی‌گیرند. به عنوان مثال نانوکامپوزیت‌ها را جزء کدام دسته نانواشیاء می‌توان دانست؟ یا مواد نانومتخلخل (nanoporus) که ابعاد آنها در هر سه بعد ماکرو است ولی دارای خلل و فرج نانومقیاس هستند چطور؟ به همین دلیل در همین استاندارد دسته دیگر از نانومواد به عنوان مواد نانوساختار تعریف شدند که گرچه هیچ بعد آنها در حالت معمول در مقیاس نانو نیست ولی یکی از مواد تشکیل‌دهنده ساختار آنها نانوشئ است یا از لحاظ میکروسکوپی و مورفولوژی ساختار نانومقیاس دارند. مواد نانوبلوری (nanocrystalline materials) و روکش‌های نانوساختار (nanostructured coatings) مثال‌های دیگری از این مواد هستند.

## روش‌های ساخت
نانوساختارها را می‌توان به انواع مختلفی تولید نمود اما همه این روش‌ها را می‌توان به دو روش کلی: از پایین به بالا(Bottom up) و از بالا به پایین(Up to Down) تقسیم کرد.

### از پایین به بالا
در این روش از مقیاس‌های زیرنانو شروع کرده و به مقیاس نانو می‌رسیم. در این روند، اتم‌ها و اجزا مولکولی به عنوان مواد آغازگر هستند که طی واکنش‌های شیمیایی به هم متصل شده و به تشکیل ذراتی در ابعاد نانو می‌انجامد. روش‌های پایین به بالا شرایط به گونه‌ایی است که با تجمع اتم‌ها، ساختار اتمی را از ابتدا و اتم به اتم تشکیل می‌دهند. اغلب این روش‌ها شامل خود آرایی هستند. رشد اغلب به صورت تناوبی شکل می‌گیرد و در نتیجه به صورت بلوری شکل می‌گیرند. بسیاری از روش‌ها از مکانیزم هسته زدایی رشد پیروی می‌کنند که از تشکیل اولیه یک هسته کوچک ناشی می‌شود و بقیه ساختار از ان منشأ گرفته و رشد می‌کنند.
این دسته نیز خود می‌تواند به دو زیر گروه اصلی دسته‌بندی شود: روش‌های کنترل شده و روش‌های بی‌نظم.
در روش منظم، اتم‌ها یا مولکولها به صورت منظم و دقیق در مکان‌های تعبیه شده در ساختار نانوذرات قرار می‌گیرد که باعث رشد کنترل شده نانوذره می‌شود.
در روش بی‌نظم، اتم یا مولکول را در یک حالت بی نظم قرار داده و با تغییر ناگهانی شرایط باعث ناپایداری حالت موجود می‌شویم؛ بنابراین با دستکاری تعدادی از پارمترهای حالت ماده می‌توانیم مواد نانوساختار تهیه کنیم. کنترل شرایط در حین انتقال از حالت بی نظم به حالت ثانویه تقریباً غیرممکن است بنابراین شرایط اولیه کلی تعیین‌کننده اندازه و نحوه توزیع ساختارهای ثانویه خواهد بود. این روش شامل: برش لیرزی، سیم انفجاری، قوس الکتریکی است.

### از بالا به پایین
در این روش نانوساختارها مستقیماً از مواد معمولی و درشت مقیاس تهیه می‌شوند. اکثر روش‌های از بالا به پایین شامل روش‌های فیزیکی مانند آسی، سایش، لیتوگرافی و غیره می‌باشند که با استفاده از تغییر شکل‌های مکانیکی، مواد را به ابعاد نانو می‌رسانند. در حین این فرایندها، مقدار قابل توجهی از انرژی مکانیکی، حرارتی یا شیمیایی برای تبدیل مواد به ذرات در محدوده نانو مورد نیاز است. در بسیاری موارد، این روش‌ها می‌توانند برای تولید حجم بسیار بیشتری از نانوذرات مورد استفاده قرار گیرند و اغلب برای تولید انبوه استفاده می‌شوند، اما غالباً در مقایسه با روش‌های پایین به بالا بسیار غیرقابل کنترل هستند.